# Langenthal
Langenthal é uma comuna da Suíça, situada no distrito administrativo de Alta Argóvia, no cantão de Berna. Tem 17,3 km² de área e sua população em 2018 foi estimada em 15.620 habitantes.